# 4 Minutes
"4 Minutes" je pjesma američke pjevačice Madonne s jedanaestog studijskog albuma Hard Candy. Izdana je kao najavni singl 17. ožujka 2008. pod Warner Bros. Recordsom. Prvotno nazvana "4 Minutes to Save the World", pjesma govori o potrebi spašavanja planeta od uništavanja, te kako ljudi mogu uživati u svom doprinosu. Madonna je rekla kako ju je pjesma inspirirala za snimanje dokumentarnog filma I Am Because We Are.
Pjesma je nastala u suradnji Madonne s američkim glazbenicima Justinom Timberlakeom i Timbalandom. Iako je ovo dance pjesma s urbanim hip hop stilom, sadrži i Timbalandove poznate bhangra ritmove. Od glazbala se koristi limeni puhački instrumenti, sirene i zvonca. Pjesma nosi poruku o socijalnoj osjetljivosti, a temeljena je na Madonninoj posjeti Africi i ljudskoj patnji koju je doživjela.
"4 Minutes" su kritičari hvalili. Neki su napomenuli kako djeluje da je Madonna gošća na singlu, a ne Timberlake. Pjesma je doživjela veliki uspjeh u svijetu, zauzevši prve pozicije u Australiji, Kanadi, Njemačkoj, Italiji i mnogim drugim europskim zemljama. Ovo je bio Madonnin trinaesti broj 1 na britanskoj top listi singlova, što je više od bilo kojeg drugog ženskog izvođača. U Sjedinjenim Državama pjesma je dospjela na treće mjesto ljestvice Billboard Hot 100, te je Madonnu postavila za izvođača s najviše Top 10 inglova, njih 37, prestigavši rekord koji je držao Elvis Presley.
U glazbenom videu Madonna i Timberlake pjevaju i plešu ispred velikog ekrana koji odbrojava 4 minute. Pjesmu je Madonna izvela na Hard Candy Promo Tour, kao i na Sticky & Sweet Tour. Pjesma je otvarala zadnji segment koncerta, koji je nazvan "Rave", a nosila je futurističku robotsku odjeću. Za vrijeme izvede, Timberlake i Timbaland su se pojavljivali na velikim ekranima za vrijeme njihovih dionica. Uključena je na kompilaciju najvećih hitova Celebration (2009.). Pjesma je osvojila dvije nagrade Grammy na 51. dodjeli u kategoriji "Nabolja pop suradnja s vokalima" i "Najbolji neklasični snimljeni remix".

## O pjesmi
"4 Minutes" suradnja Madonne, Justin Timberlakea i Timbalanda. Sve troje su aslužni za produkciju pjesme, a za tekst su zaslužni Madonna i Timberlake. Pjesma se izvorno trebala zvati "4 Minutes to Save the World", te je napisana kao posljednja za album Hard Candy. U razgovoru za MTV, Madonna je rekla da je koncept pjesme nastao iz njezinog razgovora s Timberlakeom. Potom je objasnila značenje pjesme:
"Mislim da se pjesma ne treba shvatiti doslovno. Mislim da pjesma ponajviše govori o osjećaju za hitnost; o tome kako mi živimo u posuđenom vremenu i kako ljudi postaju sve svjesniji okoline i kako uništavamo planet. Ne možemo više zatvarati oči, moramo se educirati i učiniti nešto po tome pitanju. U isto vrijeme ne želimo biti ozbiljni i dosadni i ne zabaviti se, pa ova pjesma poručuje da spasimo planet i da se zabavimo dok to činimo."
Ingrid Sischy iz časopisa Interview je rekla da je ovo balada za svijet sa "zvukom velikog marširajućeg benda". Madonna se složila s izjavom te je još dodala kako je pjesma bila inspiracija za snimanje njezinog dokumentarnog filma I Am Because We Are. Film se bavi siromaštvom i gladi u afričkoj državi Malavi.

## Uspjeh pjesme
U Sjedinjenim Državam je pjesma debitirala na 68. mjestu Billboard Hot 100 ljestvice u tjednu 5. travnja 2008. na osnovu airplaya. Pjesma je zatim skočila na 3. mjesto zahvaljujući 217.000 plaćenih downloada, te na 2. mjesto Hot Digital Songs ljestvice ita singla Mariah Carey “Touch My Body. Pjesma je postala Madonnin prvi Top 10 singl nakon “Hung Up iz 2005., i 37. ukupno a Madonnu, što je bilo više od rekorda koji je do tada držao Elvis Presley. "4 Minutes" je bila i pjesma s najvećom pozicijom od singla “Music” koja je zasjela na vrh 2000. godine. Ovo je bio deveti Timerlakeov Top 10 singl. Pjesma je bila veliki uspjeh na Billboardovim dance ljestvicama, s prvim mjestom na Hot Dance Club Play i Hot Dance Airplay. Četiri mjeseca od izdavanja, pjesma je dobila dvostruku platinastu certifikaciju prema RIAA-i za plaćenih dva milijuna downloada. Do rujna 2010. prodano je 2.801.000 digitalnih primjeraka pjesme. U Kanadi je pjesma debitirala na 37. mjestu Canadian Hot 100, a već sljedeći tjedan je zasjela na vrh. Na prvom mjestu je provela 9 tjedana.
"4 Minutes" je bila velika uspješnica i u Australiji i Novom Zelandu. U Australiji je debitirala na 3. mjestu, a nakon dva tjedna je dospjela na vrh te tamo ostala tri tjedna. ARIA je pjesmi dodijelila platinastu certifikaciju za prodanih 70.000 prodanih primjeraka. Na Novom Zelandu je debitirala na 14. mjestu, probijala se kroz Top 10, te dospjela na 3. mjesto. RIANZ je za prodanih 7.500 primjeraka singla dodijelio pjesmi zlatnu certifikaciju.
"4 Minutes" je na UK Singles Chart debitirala na 7. mjestu, i to na osnovi downloada. Ovo je bio Madonnin 60. Top 10 singl na britanskoj top listi. Pjesma je dospjela na 1. mjesto i postala Madonnin 13 broj 1, što je više od bilo kojeg drugog ženskog izvođača. Iza Madonne se nalazi Kylie Minogue sa sedam takvih singlova. Pjesma je bila i još jedan broj 1 na Billboardovoj Eurochart Hot 100 Singles ljestvici, a na vrhu je provela četiri tjedna. Pjesma je jednak uspjeh doživjela i u ostatku Europe. Na vrh ljestvica se pjesma popela u Belgiji (Flandriji i Valoniji), Danskoj, Finskoj, Njemačkoj, Italiji, Nizozemskoj, Norveškoj, Portugalu i Švicarskoj, dok je na 2. mjesto dospjela u Austriji, Franscuskoj i Švedskoj.
U 2008. godini je sedmi najprodavaniji singl. Ovo je Madonnin najprodavaniji singl nakon "Vogue" (1990.) i Hung Up (2005.), te jedini Madonnin singl uz "Vogue" koji ima multi-platinastu certifikaciju.

## Glazbeni video
"4 Minutes"

Glazbeni video je režisirao francuski duo Jonas & François. Koreografiju je osmislio Jamie King koji je s Madonnom radio i na ostalim velikim projektima poput Confessions Tour, Re-Invention Tour i Drowned World Tour, te na glazbenom videu za pjesmu "Sorry" (2006.). Prije objave videa, Rolling Stone je rekao da se Madonna i Justin Timberlake imaju uloge heroja. Madonna je izjavila da je sve u pokretu i da želi da svi krenu za njima. Na upit odakle je došla ideja za crni veliki ekran, Madonna je rekla:
"Nije bilo ideje, sve je bilo konceptualno. Sve smo prepustili dvojcu koji je osmišlajo video. Na kraju smo došli do toga ekrana koji je crne boje jer dok vrijeme teče, crna boja jede svijet. Svidjelo mi se to."
Video je nominiran za "Najbolji dance video" na dodjeli MTV-jevih nagrada, ali je izgubio od glazbenog videa grupe Pussycat Dolls za pjesmu "When I Grow Up".

## Izvedbe uživo
Pjesmu je Madonna izvela na promotivnoj turneji Hard Candy Promo Tour. Bila je treća pjesma na popisu. Madonna je nosila sjajni crni dres, Adidas trenirku i visoke čizme. Justin Timberlake se pojavio kao gost u New Yorku. Na velikom ekranu se pojavljuje Timbaland i počinje pjesma. Madonna i Justin su izvodili sličnu koreografiju kao i u glazbenom videu.
Na Sticky & Sweet Tour, pjesma je bila uvod u segment koncerta nazvan "Futuristic rave with Japanese influence". Tijekom ove izvedebe, Madonna je nosila futurističku robotsku odjeću koju je dizajnirala modna kuća Heatherette. Na sebi je imala i limenene naramenice i kovrčavu plavu periku. Timbaland i Timerlake su se pojavljivali na velikom ekranu i na mnogo malih koji su šetali pozornicom. Timberlake se Madonni pridružio na pozornici za vrijeme koncerta u Los Angelesu 6. studenog 2008., isto kada je Britney Spears pojavila s Madonnom na pozornici u izvedbi “Human Nature”. Timbaland se pridružiom Madonni za vrijeme koncerta u Miamiju. Pjesma je na turneji korištena i u uvodnom interludiju “The Sweet Machine” i u posljednjem interludiju “Get Stupid”. Video za “Get Stupid”  je bio poziv u pomoć za očuvanje planete. Prikazivao je i ljude koji doprinose ali i uništavaju Zemlju. Tako se u spotu pojavljuju John McCain s Hitlerom, te Barack Obama s Mahatma Gandhijem. Izvedba hita “Vogue” je remiksirana upravo ovom pjesmom.

## Popis formata i pjesama
| - Britanski CD 1 1. "4 Minutes" (Album Version) – 4:04 2. "4 Minutes" (Bob Sinclar Space Funk Remix) – 5:39 - Britanski CD 2 / Australski CD singl 1. "4 Minutes" (Album Version) – 4:04 2. "4 Minutes" (Bob Sinclar Space Funk Remix) – 5:39 3. "4 Minutes" (Junkie XL Remix) – 6:16 - Britanski 12" Vinyl 1. "4 Minutes" (Edit) – 3:10 2. "4 Minutes" (Bob Sinclar Space Funk Edit) – 4:57 3. "4 Minutes" (Junkie XL Remix Edit) – 4:39 4. "4 Minutes" (Tracy Young House Radio) – 3:33 - Američki digitalni maxi singl 1. "4 Minutes" (Edit) – 3:11 2. "4 Minutes" (Peter Saves Paris Edit) – 4;49 3. "4 Minutes" (Bob Sinclar Space Funk Edit) – 3:23 4. "4 Minutes" (Junkie XL Dirty Dub Edit) – 4:05 | - Europski / Američki maxi CD singl 1. "4 Minutes" (Bob Sinclar Space Funk Remix) – 5:39 2. "4 Minutes" (Junkie XL Remix) – 6:16 3. "4 Minutes" (Tracy Young House Mix) – 7:55 4. "4 Minutes" (Peter Saves Paris Remix) – 8:52 5. "4 Minutes" (Rebirth Remix) – 7:57 6. "4 Minutes" (Junkie XL Dirty Dub) – 4:52 - Američki 2 x 12" Vinyl 1. "4 Minutes" (Bob Sinclar Space Funk Remix) – 5:39 2. "4 Minutes" (Peter Saves Paris Remix) – 8:52 3. "4 Minutes" (Tracy Young House Mix) – 7:55 4. "4 Minutes" (Junkie XL Dirty Dub) – 4:52 5. "4 Minutes" (Album Version) – 4:05 6. "4 Minutes" (Rebirth Remix) – 7:57 7. "4 Minutes" (Junkie XL Remix) – 6:16 |

## Službene verzije
| - Peter Rauhofer Saves Paris Remix (8:37) - Peter Rauhofer Saves Paris Remix Edit (4:49) - Peter Rauhofer Saves NYC Mix (11:22) - Peter Rauhofer Saves New York (10:53) - Peter Rauhofer Saves New York Edit (4:56) - Peter Rauhofer Saves London Remix (9:02) - Peter Rauhofer Saves London Edit (4:56) - Junkie XL Mix (6:16) - Junkie XL Mix Edit (4:39) - Junkie XL Dirty Dub (4:52) - Junkie XL Dirty Dub Edit (4:04) | - Tracy Young House Mix (7:55) - Tracy Young House Dub (7:54) - Tracy Young House Mix Edit (3:33) - Tracy Young's Mixshow Edit (6:19) - Bob Sinclar Space Funk Remix (5:39) - Bob Sinclar Space Funk Edit (4:59) - Bob Sinclar Space Funk Edit (3:22) - Marcos Castellon Rebirth Mix 7:55 - Marcos Castellon Rebirth Mix Edit 3:42 - Timbaland No Rap Remix (3:30) - Timbaland's Mobile Underground Mix (3:21) - Jacques Lu Cont's Thin White Duke Remix (Unreleased) (4:04) |

## Uspjeh na ljestvicama i certifikacije
| Ljestvica                          | Pozicija |
| ---------------------------------- | -------- |
| Australija                         | 1        |
| Austrija                           | 2        |
| Belgija (Flandrija)                | 1        |
| Belgija (Valonija)                 | 1        |
| Danska                             | 1        |
| Europa                             | 1        |
| Finska                             | 1        |
| Francuska                          | 2        |
| Irska                              | 1        |
| Italija                            | 1        |
| Kanada                             | 1        |
| Nizozemska                         | 1        |
| Norveška                           | 1        |
| Novi Zeland                        | 3        |
| Njemačka                           | 1        |
| Španjolska                         | 1        |
| Švedska                            | 2        |
| Švicarska                          | 1        |
| Ujedinjeno Kraljevstvo             | 1        |
| U.S. Billboard Hot 100             | 3        |
| U.S. Billboard Hot Dance Club Play | 1        |

| Država                 | Certifikacija |
| ---------------------- | ------------- |
| Australija             | Platinasta    |
| Belgija                | Zlatna        |
| Brazil                 | Platinasta    |
| Danska                 | 2× Platinasta |
| Finska                 | Platinasta    |
| Meksiko                | 2× Zlatna     |
| Norveška               | 3× Platinasta |
| Novi Zeland            | Zlatna        |
| Njemačka               | Platinasta    |
| Španjolska             | 2× Platinasta |
| Švedska                | Zlatna        |
| Sjedinjene Države      | 2× Platinasta |
| Ujedinjeno Kraljevstvo | Zlatna        |

| Ljestvica (2008)         | Pozicija |
| ------------------------ | -------- |
| European Hot 100 Singles | 5        |
| US Billboard Hot 100     | 23       |
| US Mainstream Top 40     | 38       |

## Singl u Hrvatskoj
| Pozicija | 8 | 1 | 3 | 1 | 1 | 1 | 1 | 1 | 1 | 1 | 1 |

Hit s Madonninog albuma Hard Candy na broju jedan proveo je sedam tjedana u nizu, od kraja travnja do prve polovine lipnja, pa su se Madonna i Justin Timberlake smjestili na 1. mjesto najemitiranijih svjetskih singlova u hrvatskom radijskom eteru na godišnjem izvještaju Airplay Radio Charta za 2008. godinu ostavivši iza sebe Duffy, Coldplay i Leonu Lewis. Inače, sva tri Madonnina singla s albuma ("4 Minutes", "Give It 2 Me" i "Miles Away") su dosegli najviše mjesto hrvatskih top ljestvica.

## Datum puštanja singla u prodaju
|            | Datum             | Format                    |
| ---------- | ----------------- | ------------------------- |
| Njemačka   | 11. travnja 2008. | CD singl                  |
| Francuska  | 14. travnja 2008. | CD singl                  |
| Australija | 17. ožujka 2008.  | Digitalni download        |
| Australija | 18. travnja 2008. | Digitalni download remixa |
| Australija | 19. travnja 2008. | CD singl                  |
| UK         | 17. ožujka 2008.  | Digitalni download        |
| UK         | 21. travnja 2008. | CD singl                  |
| UK         | 2. lipnja 2008.   | 12" Picture disc          |
| Svijet     | 18. ožujka 2008.  | Digitalni download        |
| SAD        | 25. ožujka 2008.  | Digitalni download        |
| SAD        | 15. travnja 2008. | Digitalni download remixa |
| SAD        | 29. travnja 2008. | CD singl                  |